# NGC 1095
NGC 1095 في الفهرس العام الجديد، هي مجرة، تقع في كوكبة قيطس. اكتشفت في 11 ديسمبر 1876 بواسطة إدوارد ستيفان.

## روابط خارجية
- NGC 1095 على موقع ويكي سكاي: DSS2, SDSS, GALEX, IRAS, Hydrogen α, X-Ray, Astrophoto, Sky Map, Articles and images